# Cash Money Records
Cash Money Records és una sucursal de Universal Motown Records Group, amb seu a Nova Orleans, Louisiana, i especialitzat en hip-hop fundada per Bryan "Birdman" Williams. El nom té el seu origen en la pel·lícula de New Jack City (1991), on el CMB o Cash Money Brothers era el nom d'una colla que estava liderada per Nino Brown.

## Història
El primer artista del segell va ser, després "Quilo-G" que va publicar "The Sleepwalker" a 1992, venent gairebé 13.000 còpies al barri. Durant els propers 4 anys, Cash Money va treure un munt de publicacions de part d'artistes com Pimp Daddy, UNLV (Uptown Niggaz Living Violently), Ms Tee, Mr Ivan, Lil 'Slim, Big Man (PxMxWx), BG, i molts més, venent al voltant de 4 milions d'àlbums sense realitzar videoclip ni tenir un hit en les llistes de Billboard. Però el gran pelotazo de Cash Money va arribar a 1997 quan els artistes més populars de la companyia, els Hot Boys (Juvenile, BG, Lil 'Wayne i Turk), van cridar l'atenció de Universal Records, sobretot Juvenile, que havia venut 611.000 còpies amb Soulja Rags independentment. Finalment, a 1998, els co-CEO (cap executiu) Ronald "Slim" Williams i Brian "Baby" Williams van signar un contracte de distribució de 30 milions amb Universal Records.
Entre 1998 i 2001 Cash Money viu la seva època més fructífera. Van ascendir a la fama i es van convertir en tota una referència dins del rap americà. La discogràfica va produir 18 singles que van ser Top 5 en les llistes de Billboard, i 11 àlbums platí i multi-platí, gairebé tots supervisats pel productor de la casa, Mannie Fresh. L'èxit semblava créixer sense fre, però aquesta progressió es va veure sacsejada pels incidents quan dos integrants dels Hot Boys van deixar Cash Money. Els problemes a la discogràfica van arribar quan Juvenile i BG, van qüestionar la situació financera de Brian Williams. Alguns dels seus artistes afirmaven sentir-se estafats, ja que utilitzava els seus guanys per als seus luxosos hàbits. També es va filtrar que seguia traficant amb heroïna, tema que apareix en la cançó de BG, Made Man. El primer a deixar la casa va ser B.G. (acusant Brian "Baby" Williams de no pagar ni un dòlar pels àlbums publicats abans de 1998), després, en 2001 Juvenile (reclamant que només havia rebut la meitat dels diners acumulats en les gires durant 4 anys, tampoc va rebre el pagament veritable que li corresponia per l'àlbum platí 400 Degreez) i Turk també ho van fer, quedant només Lil Wayne i Big Tymers. Juvenile presentar 05:00 demandes alhora, exigint una indemnització de cinc milions de dòlars. Però totes van ser desestimades per falta de proves.
La sortida de dues superestrelles de Cash Money no es va veure afectada en el nombre de vendes. Entre 2001 i 2003, la companyia va vendre 7 milions de discos, i la cançó "Still Fly" de Big Tymers ser nominada a dos Grammy. Però a abril de 2003, Juvenile va tornar per gravar un àlbum definitiu, Juve The Great, que va vendre 3 milions de còpies, convertint-se en el tercer àlbum del segell amb més vendes.
Fa poc, el cofundador de Cash Money, Brian "Baby" Williams, aka "The Birdman", i ha signat acords amb Lugz, Sean John Clothing, Jacob The Jeweler i Aire Watch Co USA, entre d'altres. L'antic membre dels Hot Boys, Lil 'Wayne, va ser nomenat president de Cash Money Records i CEO de Young Money Entertainment.
Recentment, Mannie Fresh va anunciar la seva inesperada sortida de Cash Money Records (però manté que únicament és una decisió de negocis) per signar amb Chopper City Records, discogràfica regentada per BG, un ex membre del segell.
El 10 de gener del 2012, va donar a conèixer la notícia que Chris Richardson, ex-participant de American Idol es va unir a ALS files de Cash Money després d'haver participat en el senzill de Tyga "Far Away" al maig del 2011.
A finals de febrer, Lil Wayne va confirmar en una entrevista de ràdio, que el grup de rock, un dels més importants de la història del nu-metal, Limp Bizkit havia signat amb "Cash Money Records ". Limp Bizkit llançarà dos nous àlbums durant aquest 2012, el tan esperat "The Unquestionable Truth (Part 2)" i "Stampade of the disc elephants".

## Cash Money Records - Planter actual

### Cash Money Records
- Birdman
- Lil Wayne
- Bow Wow
- Jay Sean
- Kevin Rudolf
- DJ Khaled
- Busta Rhymes

#### Young Money Entertainment
- Lil 'Wayne
- Mack Maine
- Drake
- Nicki Minaj
- Tyga
- Nina HACSS
- Ely Marsh
- Deved Roy
- Barry L
- Pussyman
- Lil-o i Stich
- DAZC